# Il marinaio/Marilù
Il marinaio/Marilù è un 45 giri del gruppo I Fratelli del 1969.

## Descrizione
La canzone Il marinaio è una cover, in italiano, del brano A Salty Dog del gruppo inglese Procol Harum; il retro, Marilù, è la cover di una canzone dei Quelli.

## Tracce
LATO A
1. Il marinaio (testo: Mogol, Keith Reid – musica: Gary Brooker)

LATO B
1. Marilù (testo: Pino Favaloro – musica: Franco Mussida, Detto Mariano)

## Formazione
- Gianni Borra: voce, flauto
- Luciano Borra: chitarra
- Luigi Borra: basso
- Loris Borra: batteria